# Черно-бяло
„Черно-бяло“ е български телевизионен игрален филм (драма) от 1983 година на режисьора Иван Павлов, по сценарий на Владимир Ганев. Оператор е Димитър Николов. Музиката във филма е композирана от Божидар Петков. Художник е Георги Тодоров.

## Актьорски състав
- Младен Киселов – Валери
- Цветана Манева – Жана
- Георги Миладинов – Чико
- Марин Янев – Христо
- Константин Коцев – Бай Дуда
- Росица Русева – Ина
- Илка Зафирова – Ива
- Мария Статулова – Съпругата на Валери
- Вълчо Камарашев – Коста
- Аня Пенчева – Катя Михайлова
- Юри Ступел
- Леда Тасева – Сийка
- Венелин Пехливанов
- Атанас Семов
- Евгения Романова
- Иво Пангелов
- Стефан Пеев
- Елена Стойкова
- Георги Стойков

В епизодите:
- Любомир Желязков
- Александър Борисов
- Пламен Хинков
- Наташа Цветкова
- Георги Генков
- Добри Сердаров
- Здравка Неделчева
- Здравко Петков
- Ели Прилепска

и други